# Glenea nigriceps
Glenea nigriceps är en skalbaggsart som beskrevs av Stefan von Breuning 1954. Glenea nigriceps ingår i släktet Glenea och familjen långhorningar. Inga underarter finns listade i Catalogue of Life.